# Jaidyn Triplett
Jaidyn Triplett (* 24. November 2010 in Ohio) ist eine US-amerikanische Schauspielerin.

## Leben
Jaidyn wurde am 24. November 2010 in Ohio in den USA geboren. Seit 2014 hat sie in verschiedenen US-amerikanischen Serien Auftritte als Kinderdarstellerin. So fing sie schon als kleines Kind mit der Schauspielerei an. Seit 2021 ist sie Hauptdarstellerin in der Fortsetzung der Paramount+-Serie iCarly. Sie zog von Ohio nach Los Angeles. Sie hat eine jüngere Schwester, die 2018 geboren wurde.

## Filmografie

### Filme
| Jahr | Titel                  | Rolle       |
| ---- | ---------------------- | ----------- |
|      | Finding Home           | Nadia       |
| 2014 | A Kid from Southside   | Hija        |
| 2015 | Vacation               | Hija        |
| 2016 | Sound and Color        |             |
| 2016 | All About the Money    | Reggie      |
| 2016 | Not a Love Story       |             |
| 2016 | Major Deal             | Kennedy     |
| 2017 | Unarmed                | Lexi Harris |
| 2017 | F***, Marry, Kill      |             |
| 2017 | The Beach Trip         |             |
| 2018 | Rhino                  | Nalah       |
| 2018 | A Stone Cold Christmas | Tina Miller |
| 2019 | Love or Laughs         |             |
| 2021 | 51150                  | Raven       |

### Serien
| Jahr      | Titel                                   | Rolle              |
| --------- | --------------------------------------- | ------------------ |
| 2014      | How to Be a Grown Up                    | Niña               |
| 2017      | Army of None                            | Brooke Lynn Payne  |
| 2018      | Black-ish                               | Joven Zoey         |
| 2019      | Last Life                               | Hija               |
| 2019      | Bre's Company                           | Carter             |
| 2019      | Last Life                               | Hija               |
| 2019      | Family Reunion                          | Lily               |
| 2019      | These Streets Don't Love You Like I Do! | Alexa Diaz         |
| 2019      | The Affair                              | Thea               |
| 2019      | See                                     | Sheena             |
| 2020      | Station 19                              | Victoria           |
| 2021–2023 | iCarly (2021)                           | Millicent Mitchell |